# 1930

## أحداث
- تأسيس مدينة إيميشلي وتقع حاليا في أذربيجان.

### يناير
- 6 يناير انتهاء رحلة أول محرك سيارة ديزل (إنديانابوليس، إنديانا، إلى مدينة نيويورك).
- 10 يناير استسلام قادة الإخوان فيصل الدويش ونايف الحثلين وصاهود بن لامي لقائد سلاح الجو البريطاني في الجهراء غرب مدينة الكويت.
- 12 يناير مملكة الحجاز ونجد وملحقاتها تنشئ علاقات دبلوماسية كاملة مع فلسطين وتعقد مؤتمر عن مشكلة الدولة برئاسة الملك فيصل بن عبد العزيز.
- إنشاء وزارة الخارجية السعودية.
- أمير الكويت أحمد الجابر الصباح يزور فلسطين وينشئ علاقات دبلوماسية كاملة مع فلسطين.
- 30 يناير - انطلاق أول مسبار لاسلكي في بافلوفسك، الاتحاد السوفياتي.

### نوفمبر
- 25 نوفمبر - زلزال يضرب شبه جزيرة إزو في اليابان يودي بحياة 223 شخص ويهدم 650 مبنى.

### ديسمبر
- 22 ديسمبر - 700 قتيل في انفجار بركان ميرابي في جزيرة جاوة الإندونيسية.

## مواليد

### يناير
- 1 يناير -  عبدالله بن عبدالعزيز بن مساعد
- 1 يناير -  محمد علي الصابوني، عالم دين مسلم سوري.
- 15 يناير -  محمد عبد الحليم أبو غزالة، وزير دفاع مصر.
- 28 يناير -  عبد الله غيث، ممثل، مصري.
- 31 يناير -  يوسف عوف، كاتب كوميدي ومؤلف مسرحي واذاعي وسينمائي، مصري.

### فبراير
- 9 فبراير -  رفيق سبيعي، ممثل سوري.
- 23 فبراير -  حسام مهيب، رائد الرسوم المتحركة والخدع السينمائية والإعلانات، مصري.

### مارس
- 15 مارس -  شادي عبد السلام، مخرج، مصري.
- 18 مارس -  نجم الدين طه ، عالم دين كردي عراقي.
- 23 مارس -  أحمد رمزي، ممثل، مصري.

### أبريل
- 27 أبريل -  سناء جميل، ممثلة، مصري.

### مايو
- 3 مايو -  صلاح عبد الصبور، شاعر، مصري.

### يونيو
- 2 يونيو -  أحمد توفيق، ممثل ومخرج، مصري.
- 27 يونيو -  الملياردير روس بيروت.
- 28 يونيو -  أحمد كمال أبو المجد، سياسي ومفكر إسلامي، مصري.

### يوليو
- 2 يوليو -  أحمد جمال، عازف بيانو جاز أمريكي.
- 15 يوليو -  دونالد شتاينر، عالم كيمياء حيوية أمريكي.

### أغسطس
- 30 أغسطس -  عاطف صدقي، رئيس وزراء مصر.

### سبتمبر
- 11 سبتمبر -  صالح سليم، لاعب كرة قدم وممثل، مصري.

### أكتوبر
- 6 أكتوبر -  حافظ الأسد - رئيس سوريا.

### نوفمبر
- 22 نوفمبر -  حسب الله الكفراوي، سياسي ووزير سابق للإسكان، مصري.

### ديسمبر
- 25 ديسمبر -  سامي سرحان، ممثل، مصري.
- 25 ديسمبر -  صلاح جاهين، شاعر ورسام كاريكاتير وممثل، مصري.
- 30 ديسمبر -  سلطان بن عبد العزيز آل سعود، أمير سعودي وولي عهد المملكة العربية السعودية السابق.

### تاريخ غير معروف
- صيتة بنت عبد العزيز آل سعود، أميرة سعودية.
- أحمد صديق المنشاوي -  قارئ قرآن.
- وليد الأعظمي -  خطاط وشاعر ومؤرخ بغدادي.
- أحمد عصمان -  سياسي مغربي، مؤسس حزب التجمع الوطني للأحرار.
- الشيخ راشد بن أحمد المعلا - حاكم إمارة أم القيوين.
- آرمن مولر-شتال
- أبو القاسم سعد الله
- أبو يوسف النجار
- أحمد الصالحين الهوني
- أدونيس (شاعر)
- أليفة رفعت
- أناتولي ماسليونكن
- أنتون ليفي
- أندريه ليروند
- أنسي ساويرس
- أوليج بوبوف
- إبراهيم الشعشاعي
- إبراهيم غنام
- إسماعيل حمداني
- إيغور نيتو
- إيون إيليسكو
- الأميرة مارجريت
- الراشدي إبراهيم
- الهادي البكوش
- ايف شوفان
- بات روبرتسون
- باربرا ثيرينغ
- بز ألدرن
- بشير منوبي
- بودوان الأول ملك بلجيكا
- بورا كوستيتش
- بيار بورديو
- تودور فيسيلينوفيتش
- توفيق الواعي
- توماس أبيركرومبى
- جابر العبد الله الجابر الصباح
- جاك دريدا
- جان-لوك غودار
- جعفر نميري
- جمال قعوار
- جمعة الماجد
- جورج سميث
- جيروم فريدمان
- جيمس بيكر
- جين فينسينت
- جين هاكمان
- جينا رولاندز
- حسن الجمل
- خالد أحمد المضف
- خليفة التليسي
- خليل عبد الكريم
- دايف سكستون
- دريك والكوت
- راي تشارلز
- رشيد تابتي
- رمضان عبد التواب
- روبرت أومان
- روبرت موينيت
- روث كاردوسو
- رودولف كالمان
- رياض الترك
- ريتشارد هاريس
- ريشارد دونر
- رينهارد سولتن
- زوريس ألفيروف
- ساجي المرشد
- ستيف مكوين
- سعد الدين الزمرلي
- سعد العبد الله السالم الصباح
- سفاتوبلوك بلوسكال
- سونيل دوت
- شفيق حنضل
- شموئيل غونين
- صبري عرفة
- عباس حبيب المسيلم
- عبد الله الرومي
- عبد الرزاق عبد الواحد
- عبد الغفار مكاوي
- عبد الله بن سيف بن محمد الكندي
- عبد الله شحاتة
- عثمان سعدي
- علي السيستاني
- علي بن عياد
- علي لابوانت
- عيسى الحمد
- غاري بيكر
- فرامبتون
- فرانسوا كونرادي
- فرانك ماكورت
- فلاديمير كيساريف
- فيكتور نورينبيرغ
- فيليتسيا لانغر
- كرافيلي
- كلينت إيستوود
- للا عائشة
- لوسيان فارمانيان
- ليون كوبر
- ماريان ويسنيسكي
- ماورو راموس
- محسن العيني
- محسن عبد العليم حسين العيني
- محمد أبو الوفا التفتازاني
- محمد المدني بن منصور الشويرف
- محمد بديع سربيه
- محمد دماغ
- محمد سالم ولد عدود
- محمد سليمان الأشقر
- محمد مصطفى هدارة
- محمد ناصر العبودي
- ملك سكر
- موبوتو سيسيسيكو
- ميلان ميلانيتش
- ناصر بن حمد المنقور
- نذير العظمة
- نيل آرمسترونغ
- نيل أرمسترونج
- هارولد بنتر
- هالة شوكت

## وفيات
- إلياس فياض
- تحسين باشا

### فبراير
- 27 فبراير - جوزيف رايت، لغوي من المملكة المتحدة.

### أبريل
- 3 أبريل - إيما ألباني، مغنية أوبرا وملحنة كندية بريطانية.

## نال جائزة نوبل
- في الفيزياء – الهندي س. ف. رامان.
- في الكيمياء – الألماني هانس فيشر.
- في الطب – النمساوي كارل لاندشتاينر.
- في الأدب – الأمريكي سنكلير لويس.
- في السلام – السويدي لارس أولف ناثان سود بريلوم.